# Pozorrubielos de la Mancha
Pozorrubielos de la Mancha è un comune spagnolo di 211 abitanti situato nella comunità autonoma di Castiglia-La Mancia.

## Localizzazione
Il comune si trova nella regione di La Manchuela. Confina con i comuni di El Peral, Motilla Del Palancar, Valhermoso De La Fuente, Alarcon, Tébar, El Picazo e Villanueva De La Jara. Attraverso il suo distretto municipale passa l'autostrada A-3 che va da Motilla Del Palancar a La Roda.

## Popolazione
Il comune comprende tre piccole città: Rubielos Bajos, la più grande con 162 abitanti, Rubielos Altos con 28 abitanti, e Pozoseco, la più piccola con soli 21 abitanti. La città negli anni ha perso quasi il 50% di tutti i suoi abitanti rispetto a quanti ce n'erano nel 1999, quando il comune contava più di 450 abitanti stabili.